# Långtjärnen (Dorotea socken, Lappland)
Långtjärnen är en sjö i Dorotea kommun i Lappland och ingår i Ångermanälvens huvudavrinningsområde.